# 양재수
양재수(1940년 3월 3일 ~ )는 대한민국의 정치인이다. 제34·35대 가평군수를 역임했다.

## 학력
- 조종초등학교 (졸업)
- 조종중학교 (졸업)
- 배문고등학교 (졸업)
- 건국대학교 (법학과 / 학사)

## 역대 선거 결과
|  | 47.4% |

|  | 41.91% |

|  | 29.78% |

|  | 30.73% |

|  | 37.23% |

## 논란

### 공직선거법 위반
양재수는 공직선거법을 위반한 혐의로 검찰에 기소되었다. 2007년 3월, 대법원은 양재수에게 벌금 250만원을 선고했다. 이로 인해 양재수는 군수직을 상실했다.